# Ваитупу (Уоллис и Футуна)
Ваитупу (уолл. Vaitupu) — деревня в районе Хихифо в королевстве Увеа на Уоллис и Футуна. 4 января 1965 года в деревне родился епископ Уоллис и Футуна Суситино Сионепое. 
Около 1942 года близ деревни была создана американская военно-морская база Navy 207. 

## География
Ваитупу находится на северо-востоке района Хихифо острова Увеа, граничит с деревнями Алеле на юге и Ваилала на северо-западе.
Деревня раскинулась на берегу океана и состоит, в основном, из маленьких домов. В Ваитупу две церкви: Eglise Saint-Pierre-et-Saint-Paul и Chapelle Saint Pierre Chanel.
Недалеко от Ваитупу находится аэропорт.

## Население
| Год  | Численность | Численность |
| ---- | ----------- | ----------- |
| 1996 | 634         |             |
| 2003 | 607         |             |
| 2006 | 594         |             |
| 2008 | 503         |             |
| 2013 | 441         |             |
| 2018 | 406         |             |